# 白百合学園小学校
白百合学園小学校（しらゆりがくえんしょうがっこう）は、東京都千代田区九段北にある私立女子小学校。

## 沿革
- 1878年 - フランスのシャルトル聖パウロ修道女会の3人の修道女が函館に来日。
- 1881年 - 女子仏学校付属小学校設立
- 1893年 - 神田女子尋常高等小学校として正式に認可。
- 1911年 - 仏英和高等女学校付属小学校に改称。
- 1923年 - 関東大震災により校舎が全焼。
- 1927年 - 九段の現在の敷地に新校舎完成、移転。
- 1935年 - 白百合高等女学校付属小学校に改称。
- 1945年 - 米軍による空襲により校舎が全焼。
- 1947年 - 学制改革により、白百合学園小学校を設置。
- 1982年 - 小学校舎落成

## 教育内容
- 全人教育としての宗教教育
- 国際人への語学教育

### 年間行事
- 4月 始業式 入学式 1年生を迎える会 健康診断
- 5月 体育会 遠足 授業参観 よろこびのミサ 鑑賞会
- 6月 授業参観 高原学校 学園記念日
- 7月 海の学校 林間学校 終業式 水泳教室
- 8月 夏休み
- 9月 始業式 社会科見学
- 10月 運動会 ロザリオの集い
- 11月 授業参観 音楽会
- 12月 クリスマス会 終業式
- 1月 始業式
- 2月 展覧会 球技大会
- 3月 6年生を送る会 卒業感謝ミサ 修了式 卒業式

各ミサでは全校生徒で、モーツァルトの戴冠ミサ曲やハレルヤコーラスなどを合唱する。

## 制服
冬服・夏服ともにセーラー服。

## 著名な出身者
- 波乃久里子 - 女優、タレント
- 髙田万由子 - 女優、タレント
- 会田幸恵 - フリーアナウンサー、元愛媛朝日テレビアナウンサー
- 高野直子 - 朝日放送社員、元アナウンサー
- 秋元優里 - フジテレビ社員、元アナウンサー（小学2年生まで在籍）
- 秋元玲奈 - テレビ東京アナウンサー
- 野村彩也子 - TBSアナウンサー
- 松たか子 - 女優、歌手（高等部途中で堀越高等学校へ転出）
- 妃里梨江 - 元宝塚歌劇団星組娘役、宝塚歌劇団卒業生、元女優（宝塚入学の為、中学卒）
- 小堀杏奴 - 随筆家（森鷗外の次女）
- 森茉莉 - 作家、随筆家（森鷗外の長女）
- 宇野実彩子 - アーティスト、AAA (音楽グループ)
- 須賀千鶴 - 官僚

## 系列校（白百合学園）
- 白百合学園中学校・高等学校
- 白百合学園幼稚園

## 系列校
- 盛岡白百合学園
- 仙台白百合学園
- 白百合女子大学（嘗ては白百合短期大学だった）
- 仙台白百合女子大学（嘗ては仙台白百合短期大学だった）

## 姉妹校
- 学校法人湘南白百合学園
  - 湘南白百合学園
- 学校法人函嶺白百合学園
  - 函嶺白百合学園小学校